# Langkamzaagvis
De langkamzaagvis  (Pristis zijsron) is een zaagvis uit de familie Pristidae. De soort komt voor in de Indische Oceaan en Grote Oceaan in ondiepe kustwateren en soms ook in het zoete water van riviermondingen. De volwassen vis is gemiddeld 5,5 m maar kan 7,3 meter lang worden. Deze kraakbeenvis is eierlevendbarend.

## Status op de rode lijst
De langkamzaagvis is een ernstig bedreigde soort vis. Lange tijd bestond er een gerichte visserij op, maar de soort ondervindt ook grote schade door ongewilde bijvangsten, omdat de vis zich veel minder snel voortplant dan de vissoorten waarop gejaagd wordt (K-strategie). Inmiddels zijn de populaties rond Zuid-Afrika, Sri Lanka en Maleisië praktisch verdwenen. Alleen rond Australië komt de langkamzaagvis nog voor, maar ook daar vormt de visserij op de barramundi, Lates calcarifer een grote bedreiging voor deze vis.